# Diocesi di Oasi Maggiore
La diocesi di Oasi Maggiore (in latino Dioecesis Oasitana) è una sede soppressa e sede titolare della Chiesa cattolica.

## Storia
Oasi Maggiore, corrispondente all'oasi di Kharga nell'odierno Egitto, è un'antica sede episcopale della provincia romana della Tebaide Prima nella diocesi civile d'Egitto. Faceva parte del patriarcato di Alessandria ed era suffraganea dell'arcidiocesi di Antinoe.
La testimonianza più antica relativa ad una presenza cristiana nella grande oasi è un papiro databile alla fine del III secolo o ai primissimi anni del IV secolo Durante le persecuzioni ariane del IV secolo, l'oasi divenne luogo di esilio di diversi vescovi. Secondo Muyser, la grande oasi è stata una sede vescovile non prima dell'XI secolo; tuttavia il Prato spirituale del monaco e agiografo Giovanni Mosco attesta l'esistenza di un vescovo nella seconda metà del VI secolo.
Dal 1933 Oasi Maggiore è annoverata tra le sedi vescovili titolari della Chiesa cattolica; la sede non è mai stata assegnata.

## Cronotassi dei vescovi
- Anonimo † (seconda metà del VI secolo)